# Украинский бульвар (Москва)

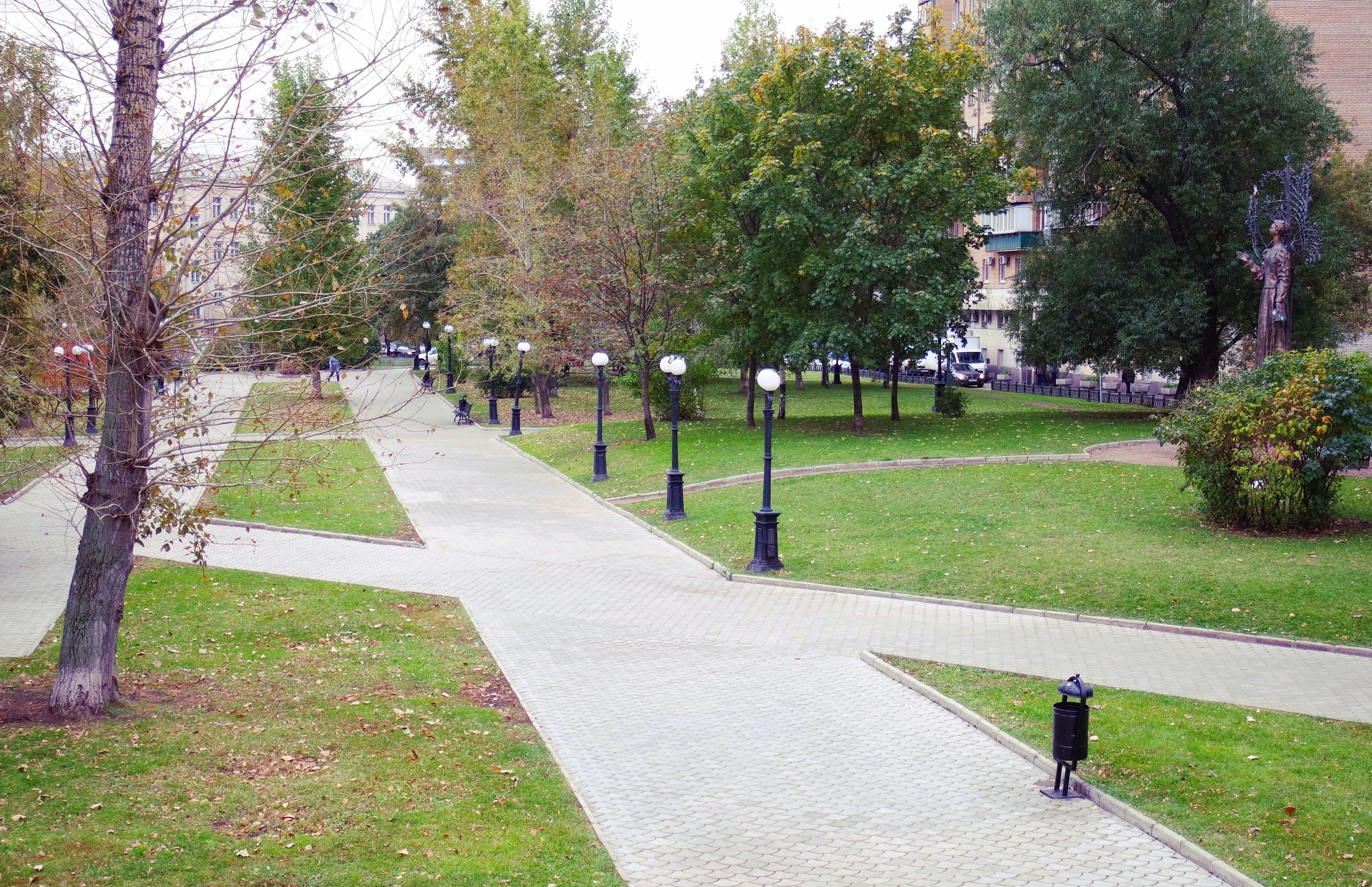
Справа — памятник Лесе Украинке

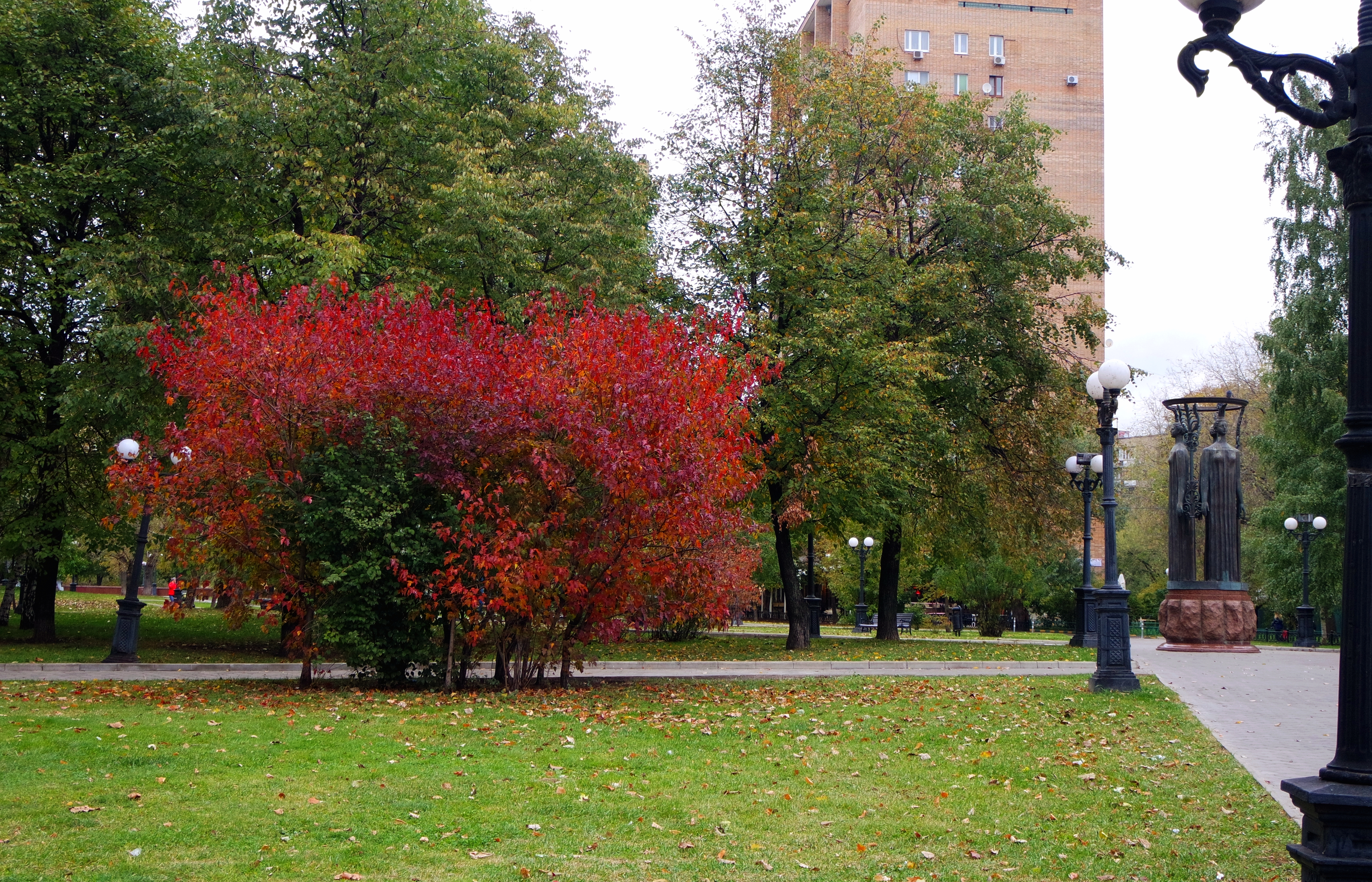
Начало Украинского бульвара со стороны Большой Дорогомиловской. Скульптура — композиция «Содружество» (женщины в стилизованных национальных костюмах России, Белоруссии и Украины)

Украи́нский бульва́р — улица в районе Дорогомилово Западного административного округа города Москвы. Проходит от Большой Дорогомиловской улицы до набережной Тараса Шевченко.

## Название
Бульвар получил своё название 29 апреля 1965 года по расположению вблизи Киевского вокзала, Киевской улицы, набережной Тараса Шевченко, в названии которых отражена украинская тема (по другим данным — в честь украинского народа).

## Описание
Украинский бульвар проходит от Большой Дорогомиловской улицы на северо-запад, с запада к нему примыкает Малая Дорогомиловская улица, далее с востока к бульвару примыкает 2-я Бородинская улица, бульвар продолжается далее, прерывается Кутузовским проспектом, за которым продолжается до набережной Тараса Шевченко. Участок от Большой Дорогомиловской улицы до 2-й Бородинской улицы — улица с одной проезжей частью, к востоку от которой расположена широкая бульварно-парковая зона с памятниками и скульптурами (памятник Лесе Украинке, скульптура «Пегас» и др.) и фонтанами («Столбы», «Стол», «Грот», «Каскады» и др.); участок от 2-й Бородинской улицы до Кутузовского проспекта — фактически две улицы, разделённые широким бульваром со скульптурами и фонтаном «Девушка»; участок от Кутузовского проспекта до набережной Тараса Шевченко сохраняет такую же территориальную организацию, но без скульптур и фонтанов. Нумерация домов начинается от набережной Тараса Шевченко.

## Примечательные здания и сооружения
По нечётной стороне:
- № 3/5, корп. 2 — жилой дом. Здесь жила нефролог И. Е. Тареева[4].
- № 11 — жилой дом. Здесь жил хоровой дирижёр Александр Юрлов[5].

По чётной стороне:
- № 2 — В 1958—1978 годах в этом доме в квартире 431 жила Лиля Брик[6].

## Транспорт

### Наземный транспорт
По Украинскому бульвару не проходят маршруты наземного общественного транспорта. У начала бульвара, на Большой Дорогомиловской улице, расположена остановка «Киевский вокзал» автобусов 91к, 119, 157, 205, 297, м17, т34, 239, 266, 320, 394, 791, 840; у середины бульвара, на Кутузовском проспекте, — остановка «Гостиница „Украина“» автобусов м2, м7, 622, 116, н2.

### Метро
- Станция метро «Киевская (АПЛ)» Арбатско-Покровской линии — у начала бульвара, на площади Киевского вокзала
- Станция метро «Киевская (КЛ)» Кольцевой линии — у начала бульвара, на площади Киевского вокзала
- Станция метро «Киевская (ФЛ)» Филёвской линии — у начала бульвара, на площади Киевского вокзала

### Железнодорожный транспорт
- Киевский вокзал (пассажирский терминал станции Москва-Пассажирская-Киевская Киевского направления Московской железной дороги) — у начала бульвара, на площади Киевского Вокзала